# William John Bowser

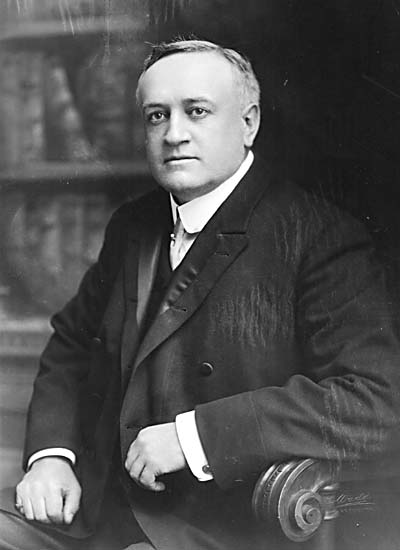
William John Bowser (ca. 1915)

William John Bowser (* 3. Dezember 1867 in Rexton, New Brunswick; † 25. Oktober 1933 in Vancouver) war ein kanadischer Politiker und Rechtsanwalt. Er war vom 15. Dezember 1915 bis zum 23. November 1916 Premierminister der Provinz British Columbia und Vorsitzender der British Columbia Conservative Party.

## Biografie
Bowser studierte Recht an der Dalhousie University in Halifax und erhielt 1890 das Anwaltspatent. 1891 zog er nach Vancouver und eröffnete dort eine Kanzlei. 1895 trat er den Freimaurern bei und im Oktober 1903 wurde er in die Legislativversammlung von British Columbia gewählt. In der Regierung von Richard McBride, mit dem er gemeinsam studiert hatte, war er ab 1907 als Attorney General tätig. Nach McBrides Rücktritt am 15. Dezember 1915 bestimmte Vizegouverneur Francis Stillman Barnard Bowser zum Premierminister, der am selben Tag auch den Parteivorsitz übernahm.
Die Konservativen waren zerstritten und in der Bevölkerung unbeliebt, woran auch der Wechsel an der Parteispitze nichts änderte. Immer mehr Korruptionsvorwürfe wurden laut und die Regierung ignorierte Forderungen nach Frauenwahlrecht und Alkoholprohibition. Bei den Wahlen im September 1916 mussten die Konservativen eine Niederlage hinnehmen, Bowser führte die Amtsgeschäfte bis zum 23. November weiter. Danach war er Oppositionsführer, bis er im Juni 1924 seinen Sitz verlor. 1933 kehrte er in die Politik zurück. Er führte eine Gruppe unabhängiger Kandidaten an, verstarb aber während des Wahlkampfs.